# The Double (компьютерная игра)
The Double (рус. Золотой дубль) — компьютерная игра в жанре симулятор футбольного менеджера, разработанная компанией Nocturnal Software и выпущенная компанией Scanatron в ноябре 1986 года на платформах Commodore 64 и Atari. В январе 1987 года игра вышла на ZX Spectrum. В 1992 году The Double была издана в сборнике футбольных игр 4 Most Balls, Boots and Brains.
Игрок выступает в роли менеджера одного из клубов английского чемпионата. Игровой процесс включает в себя комплектацию командного состава, поиск и покупку новых игроков, решение экономических вопросов клуба и др. Целью игры является выполнение золотого дубля, т. е. занятие командой игрока первого места в Первом дивизионе чемпионата Англии и завоевание Кубка Англии в одном сезоне.
The Double для своего времени отличалась массовостью и реализмом симуляции, когда в игровом мире присутствовали более тысячи реальных футболистов и все 66 команд трёх лиг английского чемпионата. Автор игры сообщал, что The Double является результатом двухлетнего наблюдения и анализа английского футбола, что и отразилось в реалистичности симуляции.
Игровая пресса положительно восприняла качество симуляции и реализм, а также высоко оценила стратегический аспект игры, но, согласно критикам, симуляция в The Double была чрезвычайно медленной с точки зрения геймплея, так как игроку приходилось ждать результатов всех матчей (около одной минуты). Вместе с тем, во время повторного выпуска игры через несколько лет в составе сборника The Double была названа классикой жанра.

## Сеттинг
Изначально игровой мир включает в себя три первых лиги английского чемпионата на момент начала сезона 1986−1987 года. Четвёртый дивизион и любительские клубы, равно как и международный футбол, в игре не представлены. Новая игра начинается с того, что игроку предлагается заключить менеджерский контракт на руководство командой Третьего дивизиона Футбольной лиги Англии. Принимая его, в предстоящем сезоне нужно будет соперничать с 65 командами-конкурентами и их менеджерами. Симуляция игрового мира включает 1050 реальных игроков английского чемпионата, каждый из которых имеет свои индивидуальные характеристики, оценочную стоимость на рынке и собственные требования.
В Англии за всю её историю золотой дубль получилось сделать пять раз. Последними, кому это удавалось, были «Арсенал» в 1971 и «Ливерпуль» в 1986 году. В данном историческом контексте игра формирует следующий игровой вызов:

Придётся ли нам ждать ещё 15 лет для того, чтобы стать свидетелями подобного достижения? Получится ли у вас сформировать такую команду, которая сможет претендовать на неуловимый золотой дубль?
Оригинальный текст (англ.)Will we have to wait another 15 years to witness this achievement? Or can YOU provide the next team to claim the ELUSIVE DOUBLE?
— Документация The Double
Данный игровой вызов был подхвачен журналистами и использовался для описания The Double.

## Игровой процесс

Игровой процесс The Double. Печать результатов матчей.

### Игровой цикл
Основным игровым циклом является одна неделя, в течение которой проходит один матч в лиге. Игрок, выступая в роли менеджера клуба, бо́льшую часть игрового времени проводит в начале недели (между матчами), когда анализируются результаты прошедших встреч, команда готовится к следующему матчу, решаются финансовые вопросы, скауты направляются на осмотр игроков других клубов, назначаются тренировки игрокам и другое. После выполнения всех действий данного типа игрок запускает внутриигровое время, и далее в виде фиксированной последовательности происходят события недели. Менеджер определяет стартовый состав, проходят все матчи лиги (когда каждый из клубов проводит встречу с другим клубом своего дивизиона) и, возможно, проводятся кубковые матчи. Во время запуска симуляции игрок является наблюдателем и видит только итог матчей (счёт, травмы футболистов и, возможно, некоторые события, например, факт беспорядков на стадионе). Далее объявляются игроки на потенциальную продажу, проводятся торги, а в случае травм предоставляется подробный отчёт и цикл замыкается (т. е. начинается новая неделя).
В игре присутствует и большой цикл длиной в сезон, в течение которого каждая из 22 команд дивизиона играет дважды (дома и на выезде) с каждой из остальных команд того же дивизиона по круговой системе; таким образом, сезон длится 42 недели. С 22-й недели сезона стартуют кубковые матчи, когда 64 команды случайным образом разделяются на пары и играют между собой по олимпийской системе. При этом один кубковый матч проводится один раз в 4 недели. По окончании сезона три последних клуба Первого дивизиона переходят во Второй дивизион, а на их место поднимаются три первых клуба Второго дивизиона. Аналогичные перестановки происходят между Вторым и Третьим дивизионами. Далее изменяются характеристики действующих игроков (травмированные играют хуже, пересчитывается зарплата и т. п.). В конце объявляются победитель Первого дивизиона и обладатель Кубка. Если команда под руководством игрока получает оба достижения сразу, то считается, что выполнен золотой дубль и игра пройдена.
По оценке, данной в журнале Computer Gamer, игра весьма длительна и её невозможно пройти за день. По той же оценке минимальное время для получения золотого дубля составляет трое суток непрерывной игры.

### Роль менеджера
В The Double игрок прежде всего играет роль менеджера клуба, который нанят на работу, и его деятельность оценивается советом директоров. Изначально на посту игрок получает некоторый уровень доверия. В случае успехов (победа в матче, ничья, после которой улучшилась позиция в турнирной таблице, и т. д.) уровень доверия повышается. В случае неудач (проигрыши команды, большие беспорядки на стадионе и т. д.) уровень доверия падает. Если доверие станет слишком низким, то игрока попросят покинуть свой пост. Если же доверие очень высоко, то менеджеру могут предложить возглавить другой клуб, который имеет лучшие возможности и шансы на победу. Как следствие, с точки зрения игровой механики можно как совершенствовать свою команду и выигрывать лигу, так и присматривать за другими клубами. Например, начиная игру в Третьем дивизионе, игрок может попасть во Второй как посредством занятия одного из трёх первых мест в конце сезона, так и создав хорошую репутацию и перейдя до окончания сезона на пост менеджера клуба Второго дивизиона.
У каждого клуба имеется экономическая составляющая и относительно её у менеджера имеется ряд обязанностей и возможностей. Прежде всего, для каждого домашнего матча необходимо предсказать количество ожидаемых зрителей для того, чтобы проинформировать полицию на предмет возможных беспорядков. Если оценка слишком высока, то это повлечёт дополнительные расходы на обеспечение безопасности и может снизить доверие совета директоров. Если числовой прогноз окажется слишком малым, то это может привести к погромам, соответствующим расходам и падению репутации. Для предсказания количества зрителей каждый клуб имеет известную характеристику среднего числа зрителей за последние 40 матчей. Вместе с тем, посещение зависит от времени сезона, положений команд в лиге, особенностей матча (например, приближение к финалу Кубка) и многих других факторов
В распоряжении менеджера может быть до двух скаутов и один физиотерапевт, которых можно как нанять, так и уволить. Наём происходит за зарплату, и в этом случае скаутов можно отправлять в другие клубы на наблюдение за игроками, а физиотерапевт помогает травмированным игрокам вернуться в строй. Имеющиеся средства клуба могут быть также использованы для других целей: покупки новых игроков, расширения вместимости домашнего стадиона и т. д.

### Управление командой

Тактическая схема 4-3-3, используемая в игре

Каждый из игроков имеет свой командный номер от 1 до 11, который закреплён за ним и определяет его роль (вратарь, левый защитник, центральный нападающий и т. д.). Вместе с тем, каждый футболист имеет ряд характеристик, включая контроль мяча, качество передач, способность забивать голы, реакция и т. п. При этом набор характеристик зависит от командного номера. Например, у вратаря есть такое качество, как реакция, чего нет у полевых игроков, а у последних есть способность забивать голы, чего нет у вратаря. Данное разделение не означает, что, например, вратарь не может играть на позиции нападающего, но в случае такого выбора он может не справиться со своей ролью. Отличительной особенностью The Double является то, что текущие характеристики не видны и их можно узнать только с помощью скаута. Помимо этого, в отчёте скаута содержатся вербальные описания, выдержанные в положительной тональности. Например, способность к передачам мяча может быть описана как distributes the ball well (рус. хорошо распределяет мячи), sprays his passes well (рус. делает неплохие передачи), uses the ball well (рус. хорошо владеет мячом) и т. п. Из такого рода описаний менеджеру нужно уметь выделять отдельные нюансы и таким образом понимать игроков.
С точки зрения тактической расстановки всегда используется схема 4-3-3 и перед началом матча менеджер должен расставить всех игроков на соответствующих схеме позициях и тем самым определить стартовый состав. После данного выбора игра не контролируется, а в случае травм симуляция автоматически производит замену. Если после матча игрок травмирован, то менеджеру сообщается, что произошло (например, broken arm (англ. перелом руки), torn ligaments (англ. порваны связки) и другое). Разные травмы подразумевают разное время для восстановления, а также возможность во время восстановления давать некоторые нагрузки. При этом травмированный футболист до матчей не допускается и не может быть продан.
Одним из основных аспектов конкурентной борьбы клубов является создание успешной команды на основе поиска, подбора и перекупки футболистов. Для покупки игроков в The Double имеется трансферный рынок, куда клубы подают заявки на продажу футболистов за две недели до их возможного трансфера. За это время менеджер может отправить скаута на осмотр и оценку футболиста. Таким образом, скаут успевает доставить отчёт, и это позволяет принять более информированное решение о необходимости покупки и определить требуемую сумму. Продажа осуществляется в форме аукциона, когда футболист переходит в тот клуб, который предложил бо́льшую сумму.

## Разработка и выход игры
Игра была разработана единолично Питером Мартином под маркой Nocturnal Software. В объявлениях о разработке и выходе The Double сообщалось, что игра является результатом двухлетних исследований футбола для качественной симуляции. По признанию автора, программирование заняло 6 месяцев. При реализации симуляции в число задач входили не только реализм, но и требования по быстродействию и объёму используемой памяти. Так, только фамилии 1050 игроков занимали до 12 символов каждая, что при обычной форме хранения требует более 12 Кбайт, при том, что весь доступный объём оперативной памяти для Commodore 64 и ZX Spectrum составляет около 40 Кбайт. Вместе с тем в описании The Double сообщалось, что из-за нехватки памяти в игровой мир не были включены Четвёртый дивизион и любительские клубы. В The Double реализация была такова, что, во-первых, хранились только значащие символы, а во-вторых, использовано сжатие данных, благодаря которому требуемый объём был сокращён ещё на треть. Первоначальная симуляция, реализованная Питером, требовала больши́х вычислительных ресурсов, и в процессе решения данной задачи программа была доработана таким образом, что симуляция одного матча длилась менее одной секунды процессорного времени.
Маркетинговая компания проводилась с июля 1986 года совместно с клубом «Эвертон» (сотрудничество в форме tie-in licence), который в сезоне 1985 года мог сделать золотой дубль, но проиграл в финале Кубка команде «Манчестер Юнайтед». В рамках кампании по The Double объявлялось, что первый игрок, который сделает золотой дубль, получит возможность посещения домашнего матча лиги клуба «Эвертон» на стадионе «Гудисон Парк», а также встречи с играющим тренером команды Говардом Кендаллом. Кроме того, на объявлениях печатались слова Говарда Кендалла:

Это должно стать лучшей стратегической игрой… превосходно.
Оригинальный текст (англ.)This must be the ultimate of all strategy games… excellent.
— Говард Кендалл, менеджер клуба «Эвертон» (Объявления в журналах о выпуске игры)
Игра была выпущена на платформах Commodore 64 и Atari в ноябре 1986 года. К январю 1987 года The Double была портирована на ZX Spectrum — данная версия имела ту же функциональность, но отличалась интерфейсом.
Оригинал игры включал в себя защиту от копирования, когда дополнительно к кассете прилагалась таблица с кодами. На старте игры предлагалось ввести один из кодов таблицы и в случае неверного ответа игрок к The Double не допускался.
Питер Мартин после выпуска имел планы на обновление данных об игроках и клубах для новых выпусков, но они не были реализованы. В 1992 году The Double была переиздана Alternative Software Ltd как часть сборника игр 4 Most Balls, Boots and Brains с тремя другими играми: Soccer Challenge, Rugby Boss и Australian Rules Football.
В 2005 году Саймон Конвей разработал и выпустил для The Double редактор, позволяющий изменять составы игроков.

## Оценки и мнения
| Иноязычные издания | Иноязычные издания | Иноязычные издания |
| Издание            | Оценка             | Оценка             |
| Издание            | Commodore 64       | ZX Spectrum        |
| ------------------ | ------------------ | ------------------ |
| ASM                |                    | 7,5/12             |
| Crash              |                    | 56 %               |
| Sinclair User      |                    | 6/10               |
| Your Sinclair      |                    | 8/10               |
| Computer Gamer     | 77/100             |                    |

Критики положительно восприняли массовость симуляции и её реализм, отметив также, что игра имеет хорошую стратегическую составляющую. С точки зрения реализма на обозревателей произвело впечатление не только качество самой симуляции, но и то, что люди могли играть за свои любимые клубы и в игровом мире присутствовали узнаваемые ими футболисты. Главным недостатком игры называли то, что симуляция с точки зрения игровой механики была медленной, так как приходилось ждать результатов всех матчей (около одной минуты).
Журнал Computer Gamer опубликовал подробный обзор игры, в котором была отмечена высокая роль фактора случайности и массовость симуляции. В то же время в статье журнала были указаны такие ошибки, как опечатки в именах настоящих футболистов, необходимость просмотра кубковых матчей в случае проигрыша команды игрока до финала Кубка, малая свобода менеджера в манипуляции футболистами и др. Кроме того, проводилось сравнение The Double с игрой Football Manager 1982 года, сделанной в том же жанре. Согласно обозревателю журнала, The Double намного обходил конкурента несмотря на то, что в игровой механике оказался более медлительным.
Рецензия в журнале Sinclair User была предельна коротка. В ней журналист отметил множество меню, но при этом посчитал игру удивительно простой в управлении, с обилием разнообразной информации. Обозреватель журнала Your Sinclair описал The Double как на удивление хорошую и простую игру, в которой отсутствует раздражающая графика и используется собственный шрифт. Согласно статье журнала Aktueller Software Markt, в The Double легко потерять контроль из-за объёмности происходящего, но вместе с тем игра обладает очень сильной стратегической составляющей.
Критик журнала CRASH отметил, что The Double имеет массу качеств, которые отсутствуют в других играх. Рецензент писал, что игра неплохая и задаёт для пользователя высокую планку, а из недостатков были названы раздражающее ожидание момента, когда появятся результаты матчей, и отсутствие графического изображения действий на поле.
Согласно обзору журнала «ZX-Ревю», The Double является достойным представителем своего жанра. По мнению, опубликованному в журнале Maximum, игра в своём жанре очень сложная, но при этом увлекательная до такой степени, что после некоторого времени от The Double уже не оторваться чтобы не сделать золотого дубля. В то же время уже в 1990 году в рейтинге самых худших игр для Commodore 64, опубликованном в журнале Commodore Format, The Double была помещена на 9-е место. Основным аргументом для столь отрицательной оценки была названа необходимость долгого ожидания печати результатов матчей во время их симуляции.

### Выпуск в сборнике4 Most Balls, Boots and Brains
В сборнике игр на футбольную тематику 4 Most Balls, Boots and Brains, вышедшим в марте 1992 года, The Double делила место с тремя другими играми. Игра в составе сборника критиками не только оценивалась, но и сравнивалась с другими и описывалась её роль в истории. Обозреватель журнала Your Sinclair назвал The Double классикой жанра, выставив оценку 70 баллов из 100. Рецензирование журнала CRASH было более резким по отношению ко всему сборнику, где The Double получил 40 %. В игре критиковались большой объём документации и скучный игровой процесс (так как сами матчи не показываются). Из положительных сторон выделен реализм симуляции и стратегический аспект. Обзор журнала Sinclair User выставил оценку только всему сборнику (54 %), а в качестве достоинств The Double были названы массовость симуляции и отсутствие излишнего микроменеджмента.